# De oude gitarist
De oude gitarist is een olieverfschilderij van Pablo Picasso, dat hij eind 1903 en begin 1904 maakte. Het toont een oudere muzikant, een blinde, haveloze man met versleten kleding, die zwakjes over zijn gitaar gebogen zit terwijl hij speelt in de straten van Barcelona, Spanje. Het bevindt zich in het Art Institute of Chicago als onderdeel van de Helen Birch Bartlett Memorial Collection.
Ten tijde van de creatie van De oude gitarist hadden het modernisme, het impressionisme, het postimpressionisme en het symbolisme Picasso's stijl sterk beïnvloed. Bovendien beïnvloedden El Greco, zijn slechte levensstandaard en de zelfmoord van een dierbare vriend eveneens zijn toenmalige stijl. Die periode werd bekend als zijn Blauwe Periode.

## Achtergrond
In die jaren, nadat hij zijn klassieke en traditionele opvoeding had afgezworen en op zoek was naar roem, verhuisde Picasso met zijn vriend Carlos Casagemas naar Parijs. Een jaar later werd Casagemas diep ongelukkig na een mislukte liefdesaffaire en pleegde zelfmoord. Picasso was erg aangedaan door deze gebeurtenis en werd al snel depressief en troosteloos. Bovendien was hij erg arm. Deze armoede zorgde ervoor dat hij zich identificeerde met bedelaars, prostituees en andere paria's in de samenleving.
Al die gebeurtenissen en omstandigheden waren de aanzet tot Picasso's Blauwe Periode; die duurde van 1901 tot 1904. De Blauwe Periode is te herkennen aan de platte vlakken van blauw, grijs en zwart, melancholische figuren verloren in contemplatie en een diepe en veelbetekenende tragedie. Na de Blauwe Periode kwam Picasso's Roze Periode en uiteindelijk de kubismebeweging die Picasso mee oprichtte.

## Analyse
De elementen in De oude gitarist zijn zorgvuldig gekozen om een reactie van de toeschouwer op te wekken. Zo creëert het monochrome kleurenschema vlakke, tweedimensionale vormen die de gitarist losmaken van tijd en plaats. Bovendien creëert het gedempte blauwe palet een algemene toon van melancholie en accentueert het tragische en droevige thema. Het gebruik van olieverf alleen op paneel veroorzaakt een donkerdere en meer theatrale stemming. Olieverf heeft de neiging de kleuren met elkaar te vermengen zonder de helderheid te verminderen, waardoor een nog meer samenhangende, dramatische compositie ontstaat. Bovendien vertoont de gitarist, hoewel gespierd, weinig teken van leven en lijkt hij dicht bij de dood te zijn, wat de ellende van zijn situatie accentueert. Details zijn weggelaten en de schaal is gemanipuleerd om langgerekte en elegante proporties te creëren, terwijl de stille contemplatie van de gitarist en een gevoel van spiritualiteit worden versterkt. De grote, bruine gitaar is de enige significante kleurverandering in het schilderij; zijn doffe bruin, prominent tegen de blauwe achtergrond, wordt het middelpunt en de focus. De gitaar vertegenwoordigt de wereld van de gitarist en zijn enige hoop om te overleven. Deze blinde en arme persoon is afhankelijk van zijn gitaar en het kleine inkomen dat hij met zijn muziek kan verdienen om te overleven. Sommige kunsthistorici menen dat dit schilderij het eenzame leven van een kunstenaar uitdrukt en de natuurlijke worstelingen die bij een carrière horen. Daarom wordt muziek, of kunst, een last en een vervreemdende kracht die kunstenaars isoleert van de wereld. En toch, ondanks het isolement, is de gitarist (kunstenaar) afhankelijk van de rest van de samenleving om te overleven. Al deze emoties weerspiegelen Picasso's toenmalige situatie en zijn kritiek op de toestand van de maatschappij. De Oude Gitarist wordt een allegorie van het menselijk bestaan.

## Infraroodonderzoek

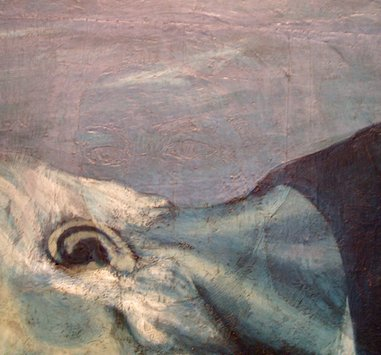
Detail dat het onderliggend schilderij toont

Bij röntgenopnamen en onderzoek door conservatoren werden drie figuren gevonden die achter het lichaam van de oude gitarist toekijken. De drie figuren zijn: een oude vrouw met voorovergebogen hoofd, een jonge moeder met een klein kind dat naast haar knielt en een dier aan de rechterkant van het doek. Ondanks onduidelijke afbeeldingen op cruciale delen van het doek, stelden deskundigen vast dat zich onder De oude gitarist ten minste twee verschillende schilderijen bevinden.
In 1998 gebruikten onderzoekers een infraroodcamera om door de bovenste verflaag (de compositie van De Oude Gitarist) heen te dringen en zagen zij duidelijk de tweede compositie. Met behulp van deze camera konden de onderzoekers een jonge moeder ontdekken die in het midden van de compositie zit en met haar linkerarm haar hand uitsteekt naar haar knielende kind rechts van haar, en een kalf of schaap aan de linkerzijde van de moeder. De jonge vrouw, duidelijk omschreven, heeft lang, vloeiend donker haar en een bedachtzame uitdrukking.
Het Art Institute of Chicago deelde zijn infraroodbeelden met het Cleveland Museum of Art en de National Gallery of Art in Washington D.C., waar conservator William Robinson een schets van Picasso identificeerde die hij in een brief aan zijn vriend Max Jacob had gestuurd. Het toonde dezelfde compositie van moeder en kind, maar het had een koe die het hoofd van een klein kalf likte. In een brief aan Jacob onthult Picasso dat hij deze compositie aan het schilderen was een paar maanden voordat hij aan De oude gitarist begon. Ondanks deze ontdekkingen blijft de reden onbekend waarom Picasso de compositie met moeder en kind niet afmaakte, en hoe de oudere vrouw in het verhaal van het doek paste.
In 2019 gebruikten onderzoekers van het University College London een neuraal netwerk om het door infraroodcamera gevonden schilderij na te maken. Het neurale netwerk werd geoefend om het schilderij te recreëren aan de hand van andere werken van Picasso tijdens zijn Blauwe Periode.

## Het schilderij in de populaire cultuur
Als een van Picasso's meer opmerkelijke werken uit de Blauwe Periode heeft De oude gitarist andere kunstenaars van allerlei achtergronden beïnvloed. Onder andere Paul McCartney vond inspiratie in het gitaarakkoord op het schilderij bij het creëren van een akkoordenschema als bijdrage aan het nummer All Day van Kanye West.